# Guvernoratul Salfit
Guvernoratul Salfit (Arabă: محافظة سلفيت) este unul dintre cele 16 guvernoratele ale Autorității Palestiniene, aflat în nord-vestul Cisiordaniei. Se învecinează cu Ramallah și al-Bireh la sud, cu Nablus la est, Qalqilya la nord și cu statul Israel la vest. Capitala și cel mai mare oraș al districtului este Salfit. Conform Biroului Central de Statistică Palestinian, guvernoratul avea o populație de 64,129 locuitori în anul 2006. La recensământul realizat de BCSP din 1997, s-a înregistrat o populație de 46,671 locuitori, dintre care 23,758 erau bărbați și 22,913 femei. Soldații refugiați reprezentau 7,7% din populația totală.

## Localități
- Biddya
- Bruqin
- Dar Abu Basal
- Deir Ballut
- Deir Istiya
- Farkha
- Haris
- Iskaka
- Izbat Abu Adam
- Kafr ad-Dik
- Khirbet Qeis
- Khirbet Susa
- Kifl Hares
- Marda
- Mas-ha
- Qarawat Bani Hassan
- Qira
- Rafat
- Salfit
- Sarta
- Yasuf
- Za'tara
- az-Zawiya

## Așezări israeliene
- Alei Zahav
- Ariel
- Barkan
- El Matan
- Elqana
- Etz Efraim
- Havat Yair
- Immanuel
- Karnei Shomron
- Kfar Tapuach
- Kiryat Netafim
- Ma'ale Shomron
- Magen Dan
- Nofei Nehemia
- Nofim
- Peduel
- Revava
- Tapuach West
- Yakir